# 彼得·罗索尔
彼得·罗索尔（捷克語：Petr Rosol，1964年6月20日—），捷克男子冰球运动员。他曾代表捷克斯洛伐克参加1988年和1992年冬季奥林匹克运动会冰球比赛，其中1992年冬季奥运会获得一枚铜牌。